# كاظم عطية الشمري
كاظم عطية كاظم كعيد الشمري هو سياسي عراقي من مواليد عام 1971 حاصل على شهادة البكالوريوس في القانون من جامعة الموصل. شغل منصب عضو في مجلس النواب العراقي عن محافظة بغداد (قضاء المدائن) في دورته الثانية ضمن القائمة العراقية البيضاء (2010-2014)، والثالثة (2014-2018) والرابعة (2018-2022) ضمن ائتلاف الوطنية.

## الكتلة البيضاء
خاض كاظم عطية الشمري الانتخابات التشريعية العراقية لعام 2010 ضمن ائتلاف العراقية، ثم انسحب منها وانضم إلى الكتلة العراقية البيضاء التي أسسها حسن العلوي في آذار 2011.